# Парламентские выборы во Франции (1857)
Парламентские выборы во Франции 1857 года проходили 21 июня и 5 июля. Это были вторые парламентские выборы Второй империи. Согласно Конституции Франции 1852 года государственные кандидаты шли на выборы как «официальные» кандидаты.

## Результаты
| Партия                | Места |
| --------------------- | ----- |
| Официальные кандидаты | 276   |
| Республиканцы         | 7     |
| Всего                 | 283   |